# Louis d'Hugues
Pour les articles homonymes, voir Louis d'Hugues (général).
 Louis d'Hugues  (né à Béziers, mort le 26 juin 1665) est un ecclésiastique qui fut prieur commendataire et agent général du clergé de France en 1641 et de 1643 à 1645.

## Biographie
Louis d'Hugues, fils de Jean d'Hugues et de son épouse Marguerite de Loserant (ou Lauzeran) appartient à une grande famille languedocienne implantée en Dauphiné. Il est le neveu de l'archevêque d'Embrun Guillaume IX d'Hugues. Il devient chanoine de la cathédrale Notre-Dame d'Embrun dès 1614, chantre en 1617, vicaire général et official de l'archevêché d'Embrun en 1626,  prieur commendataire de Jarjayes en 1637.
Au début de 1641, Louis d'Hugues est désigné par l'assemblée provinciale du clergé de la province ecclésiastique d'Embrun comme agent général du clergé et reçu comme tel lors de l'assemblée générale qui se tient le 27 février 1641. Toutefois par ordre verbal du roi, confirmé par lettre de cachet, il ne peut pas exercer sa charge qui est dévolue à Charles de Berland protégé du cardinal de Richelieu. Ce n'est qu'après le décès du cardinal (décembre 1642) et du roi (mai 1643) que le 26 juin 1643 il est rétabli dans sa charge. Il achève son mandat et rédige comme « Agent sortant » et co secrétaire le procès-verbal de l'assemblée du clergé de 1645. Après la mort de son oncle qui ne réussit pas à l'imposer comme coadjuteur et successeur, il devient en 1648 prévôt du chapitre de chanoines d'Embrun, fonction qu'il résigne en 1661 et il meurt en 1665.